# Blumea pungens
Blumea pungens là một loài thực vật có hoa trong họ Cúc. Loài này được W.Fitzg. mô tả khoa học đầu tiên năm 1918.